# Cecilia Bouzat
Cecilia Bouzat (Bahía Blanca, 10 dicembre 1961) è una biofisica e biochimica argentina.
 vicedirettrice dell'Istituto di Ricerca Biochimica di Bahía Blanca (INIBIBB), ricercatrice principale del Consiglio Nazionale di Ricerca Scientifica e Tecnologica  (CONICET) e professore associato dell'Universidad Nacional del Sur (UNS), cattedratica di Farmacologia II.
È stata premiata con il Premio L'Oréal-UNESCO Awards for Women in Sciences durante l'edizione 2014. Il riconoscimento le è stato attribuito per il suo lavoro sulla comprensione del funzionamento dei recettori cys-loop che intervengono nella comunicazione tra le cellule cerebrali tra di loro e con i muscoli. Questi studi possono aiutare nei trattamenti per traumi neurologici e neuromuscolari come la malattia del Alzheimer.

## Biografia
Nasce il 10 novembre 1961 a Bahia Blanca, Provincia di Buenos Aires, e realizza i suoi studi primari nel Collegio La Inmaculada.
Si diploma come laureata e poi dottore di Scienze Biochimiche alla UNS e nel 1993 realizza un post-dottorato alla Clinica Mayo, a Rochester, Stati Uniti. Dal 1997 lavora per l'INIBIBB, istituto del quale è oggigiorno direttrice.
Del 2005 riceve la borsa Guggenheim in Scienze Naturali, un sussidio rilasciato dalla John Simon Guggenheim Memorial Foundation a professionali, e del 2007 vince la borsa di ricerca L’Oréal- UNESCO "For Women in Science", premio rilasciato alle scienziate che partecipano a progetti di ricerca esemplari e promettenti.
Nel 2014 riceve il premio Oréal-UNESCO per l'America Latina alla Sorbona, Parigi, Francia, con Secenet Kelemu (Etiopia), Kayo Inala (Giappone), Brigitte Kieffer (Francia) y Laurie Glimcher (Stati Uniti).